# Lucian Pintilie
Lucian Pintilie (Tarutine, 1933. november 9. − Bukarest, 2018. május 16.) Románia Csillaga érdemrend Nagykeresztjével kitüntetett román film- és színházi rendező, forgatókönyvíró, producer, író.

## Életpályája
Lucian Pintilie 1933. november 9-én született a jelenleg Ukrajna területén található Tarutinéban. Felesége Clody Bertola színésznő volt.
A bukaresti Ion Luca Caragiale Nemzeti Színház- és Filmművészeti Egyetem egyetem színház tanszékén diplomázott 1956-ban. Diplomaelőadása Plautus Amphitryon-ja volt. 1956-ban került a Román Televízióhoz, ahol TV-színházban rendezett néhány előadást, de hamarosan menesztették. 1958-tól több bukaresti színházban, de főként a Bulandra Színházban (Teatrul Bulandra) tevékenykedett, számos kiváló előadást rendezett, úgymint Max Frisch Biedermann és a gyújtogatók-ját, Makszim Gorkij-tól a Nap fiait, Bernard Shaw Caesar és Kleopátrá-ját, Csehov Cseresznyéskertjét és Caragiale Farsang-ját. Ez utóbbinak 1969-es párizsi bemutatásával a nemzetközi színházi körökben is ismertté vált.
A filmművészet világába 1964-ben Victor Iliu asszisztenseként lépett be. Következő évben már filmrendezőként debütált a Duminică la ora 6 című filmmel. A Victor Iliu emlékére rendezett és 1970-ben képernyőre kerülő Reconstituirea című filmjét néhány hét múlva vissza is vonták.
1972-ben Gogol A revizorját állította színpadra a Bulandra Színházban, ám az ebben ábrázolt önmagától megittasult despotikus hatalom víziója miatt három előadás után betiltották, a következő évben pedig Pintiliének el kellett hagynia Romániát. Mielőtt 1974-ben megállapodott volna  Párizsban, 1973-ban még elkészítette a Salonul nr. 6 című filmjét a Jugoszláv Televíziónak. 1978-ban még egyszer elkészítette ezt a filmet (magyar szinkroncím: A hatos számú kórterem?).
Az 1974–1990 közötti időszakban a nemzetközi színpadokon rendezett olyan darabokat mint Carlo Gozzi: Turandot, Csehov: Sirály, Három nővér, Cseresznyéskert, Molière: Tartuffe, Ionesco: Jacques vagy a behódolás, Luigi Pirandello: Ma este improvizálunk, Makszim Gorkij: Éjjeli menedékhely, Mozart: A varázsfuvola vagy Bizet: Carmen.
1980-ban visszatért Romániába, hogy megrendezze a Caragiale Farsang-ja ihlette, végül De ce trag clopotele, Mitică? (magyar szinkroncím: Miért húzzák a harangokat?) címet viselő filmet. Ám az akkori kultúrfelelősök  a munkát leállították, és a film a Jilavai Nemzeti Filmarchívumba (Arhiva Naţională de Filme de la Jilava) került, ahonnan csak 1990 októbere után jutott a képernyőkre. Pintilie maga is csak 1990 után tért vissza ismét az országba, és vált a Román Kultúrminisztérium Filmművészeti Alkotási Stúdiójának igazgatójává.
Terminus Paradis című filmjéért 1998-ban megkapta a Velencei Nemzetközi Filmfesztivál a zsűrijének különdíját.
1992-ben az Albatros kiadónál megjelent a Patru scenarii, 2003-ban pedig a Humanitas-nál a Bricabrac című könyve.

## Filmográfia

### Színész
- Portret – Lucian Pintilie (1991)
- Realitatea ilustrata (1969)
- Valurile Dunării (1960)

### Rendező
- Tertium non datur (2006)
- Niki Ardelean, colonel în rezervă (2003)
- După-amiaza unui torționar (2001)
- Terminus paradis (1998)
- Prea târziu (1996)
- Lumière et compagnie / Lumière and Company (1995)
- Egy felejthetetlen nyár (Un été inoubliable / O vară de neuitat) (1994)
- Balanța (1992)
- Miért húzzák a harangokat? (De ce trag clopotele, Mitică?)  (1981)
- A hatos számú kórterem (Paviljon VI / Salonul nr. 6) (1978)
- Paviljon broj VI / Salonul numărul 6 (1973)
- Helyszíni szemle (Reconstituirea) (1970)
- Duminică la ora 6 (1966)
- 1 Aprilie (1958)

### Producer
- Sieranevada (2016)
- Balanța (1992)
- Piata Universitatii – Romania (1991)

### Társproducer
- Undeva la Palilula (2012)
- Filmografie – forgatókönyv
- Tertium non datur (2006)
- După-amiaza unui torționar (2001)
- Prea târziu (1996)
- Stare de fapt (1996)
- Un été inoubliable / O vară de neuitat (1994)
- Balanța (1992)
- De ce trag clopotele, Mitică? (magyar szinkroncím: Miért húzzák a harangokat?) (1981)
- Reconstituirea (1971) – forgatókönyv
- Duminică la ora 6 (1966)

## Díjak, kitüntetések
- FIPRESCI-díj a legjobb első alkotásért, a Duminica la ora 6 c. filmért (1966)
- Velencei Nemzetközi Filmfesztivál: a zsűri különdíja, a Terminus paradis c. filmért (1998)
- Románia Csillaga érdemrend főtisztje(wd) (2000)[5]
- Gopo életműdíj (2007)[6]
- Románia Csillaga érdemrend nagykeresztje(wd) (2008)[7]